# Sisikon
Sisikon je obec ve švýcarském kantonu Uri. Leží přibližně 8 kilometrů severně od hlavního města kantonu, Altdorfu, na břehu jezera Urnersee, v nadmořské výšce 453 metrů. Žije 369 obyvatel.

## Geografie

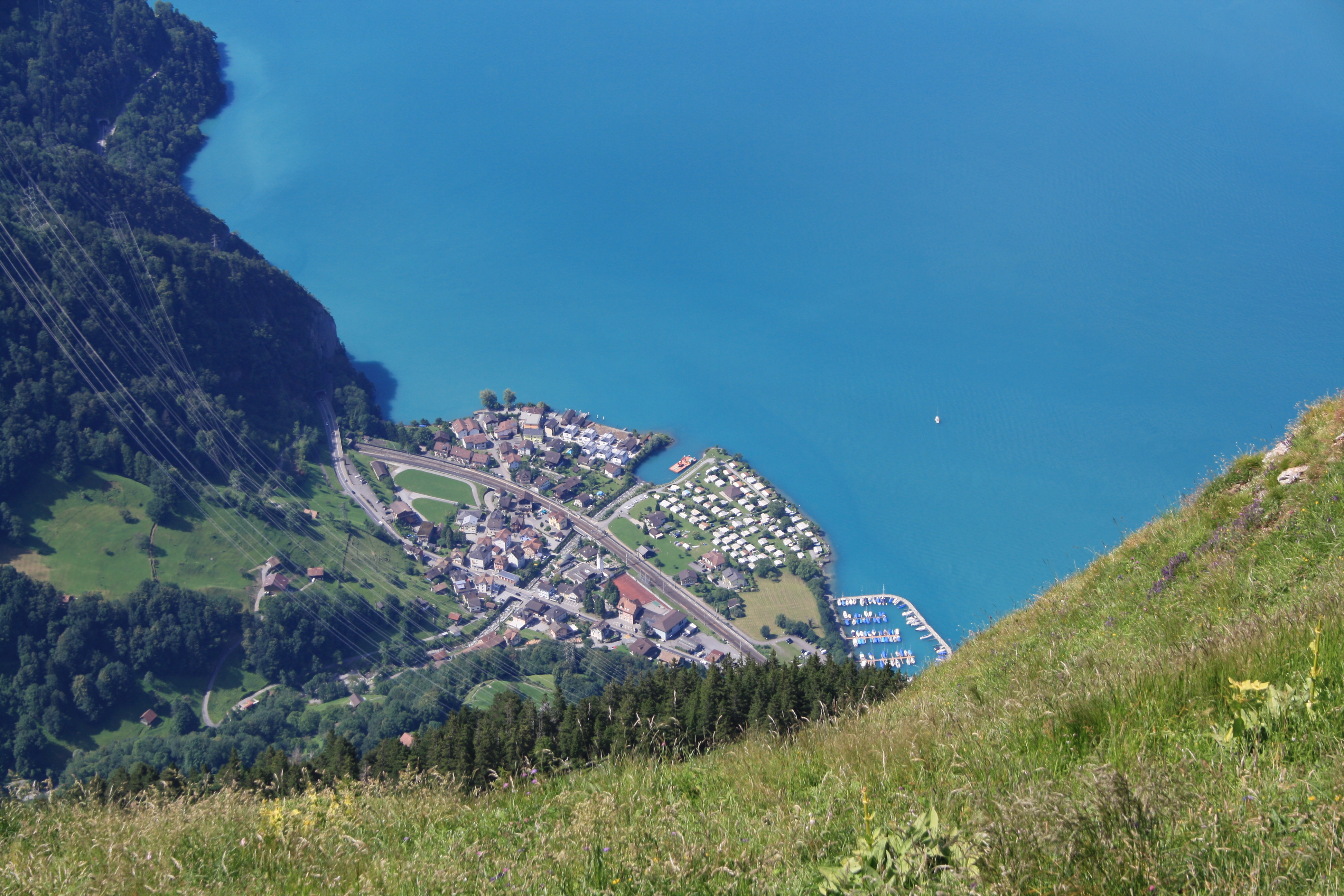
Pohled na Sisikon z vrcholu Fronalpstock

Sisikon leží na východním břehu Lucernského jezera v deltě potoka Riemenstaldnerbach. Na severu sousedí Sisikon s obcemi Morschach a Riemenstalden v kantonu Schwyz a na jihu s obcemi Flüelen a Bürglen v kantonu Uri.
Nad obcí se tyčí výrazné předalpské vrcholy: Fronalpstock na severovýchodě a řetězec Kaiserstock na jihovýchodě s nejvzdálenějším vrcholem Rophaien nad Sisikonem. Směrem na západ se z obce otevírá výhled přes jezero na ledovcovou pyramidu Urirotstock, na hory nad jezerem, jako je Oberbauenstock, na vesnice Bauen a Seelisberg a na mýtinu Rütli.
Díky mírnému klimatu se v Sisikonu daří i exotickému ovoci, jako jsou například fíky a kiwi.
Pouze 20 hektarů, tedy 1,2 % rozlohy obce, tvoří zastavěná plocha. Z toho 8 hektarů tvoří stavební plochy a 10 hektarů dopravní plochy. Rozsáhlejší je zemědělská plocha s 504 hektary, což představuje podíl 30,9 %. Mezi ně patří rozsáhlé alpské oblasti o rozloze 428 hektarů. Naproti tomu louky a orná půda zaujímají pouze 73 hektarů. 717 hektarů, tj. 44,0 %, pokrývají lesy a lesní plochy. Zbytek území obce, 388 hektarů, tj. 23,8 %, tvoří neproduktivní půda. Jedná se téměř výhradně o oblasti bez vegetace (vysoké hory) nebo o oblasti s neproduktivní vegetací (vysokohorská vegetace).

## Historie

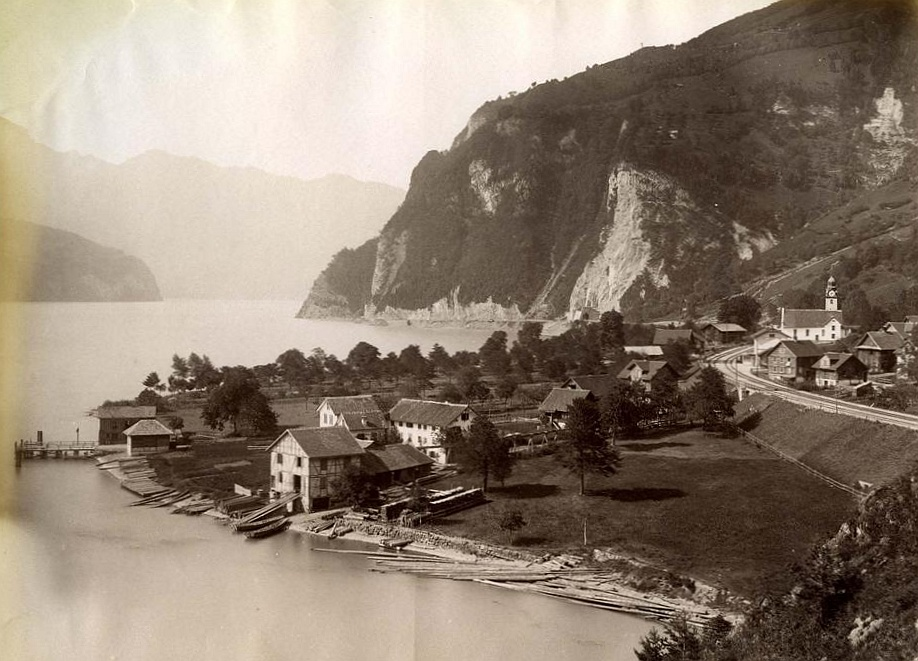
Sisikon před rokem 1914

Jméno Sisikon je poprvé doloženo v ochranném listě opatství Beromünster z roku 1173 jako Sisinchon. Název označuje alemanské osadníky v období raně středověké imigrace mezi 5. a 9. stoletím. Název je pravděpodobně odvozen od slova Siso a znamená statek Sisinge. Siso by mohla být zkratka jména jako Sigisbert nebo Sigismund. Podle místních a polních názvů je možné, že Keltové a římští Galové žili u jezera Urnersee již mnohem dříve.
Potok Riemenstalderbach, který protéká Sisikonem, byl v průběhu staletí opakovaně příčinou přírodních katastrof. Vesnici zasáhla velká skalní řícení, jako například v roce 1801, kdy se do jezera zřítila 300 metrů dlouhá a 250 metrů vysoká skalní stěna a způsobila obrovskou povodňovou vlnu, která v Sisikonu zabila 14 lidí.

## Obyvatelstvo

### Vývoj populace

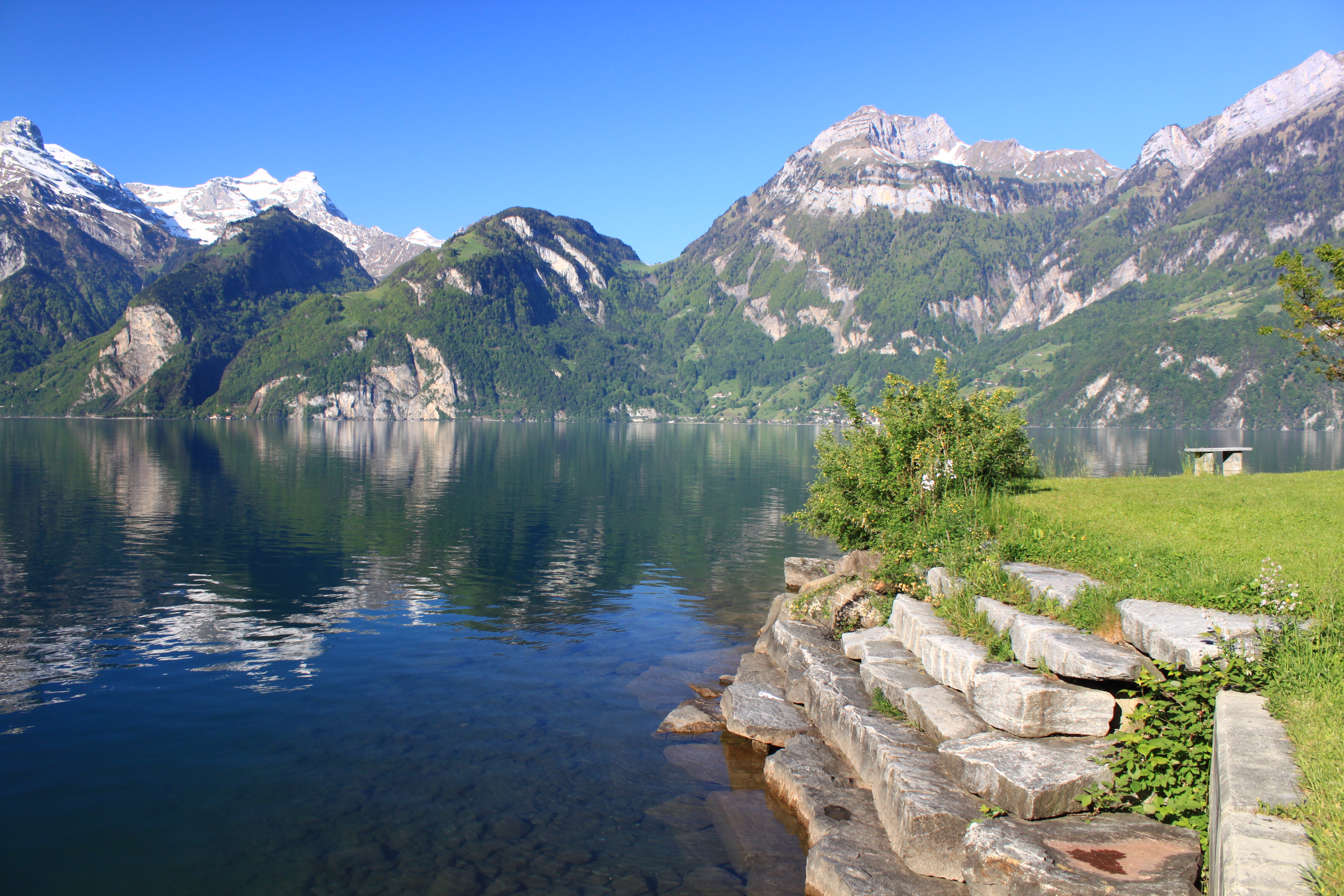
Jezero Urnersee, pohled od Sisikonu

V 50. letech 19. století došlo k první vlně emigrace, která však byla v následujícím desetiletí vyrovnána. Vůbec nejvyšší počet 841 obyvatel v roce 1880 lze přičíst výstavbě Gotthardské dráhy. Železniční spojení vedlo k celkovému nárůstu počtu obyvatel (1870–1888: +19,8 %). Poté došlo k mírnému poklesu počtu obyvatel až do přelomu století. V letech 1900–1941 počet obyvatel výrazně vzrostl (+58,8 %). Ve 40. letech 20. století došlo k druhé vlně emigrace (1941–1950: -23,0 %). V 50. letech 20. století se počet obyvatel udržel na stejné úrovni. V letech 1960–1970 někteří obyvatelé opět emigrovali. V letech 1941–1970 ztratil Sisikon celkem 126 obyvatel (tj. 29,0 %). Od té doby dochází k trvalému růstu. V letech 1970–1990 byl mírný, od té doby silný (1970–2005: +26,2 %).
| Vývoj počtu obyvatel | Vývoj počtu obyvatel | Vývoj počtu obyvatel | Vývoj počtu obyvatel | Vývoj počtu obyvatel | Vývoj počtu obyvatel | Vývoj počtu obyvatel | Vývoj počtu obyvatel | Vývoj počtu obyvatel | Vývoj počtu obyvatel | Vývoj počtu obyvatel | Vývoj počtu obyvatel | Vývoj počtu obyvatel | Vývoj počtu obyvatel | Vývoj počtu obyvatel | Vývoj počtu obyvatel |
| -------------------- | -------------------- | -------------------- | -------------------- | -------------------- | -------------------- | -------------------- | -------------------- | -------------------- | -------------------- | -------------------- | -------------------- | -------------------- | -------------------- | -------------------- | -------------------- |
| Rok                  | 1850                 | 1860                 | 1870                 | 1880                 | 1888                 | 1900                 | 1920                 | 1930                 | 1941                 | 1950                 | 1960                 | 1970                 | 1990                 | 2000                 | 2010                 |
| Počet obyvatel       | 245                  | 197                  | 243                  | 841                  | 291                  | 274                  | 340                  | 318                  | 435                  | 335                  | 336                  | 309                  | 319                  | 350                  | 393                  |

### Jazyky
Téměř všichni obyvatelé mluví německy jako každodenním hovorovým jazykem, avšak silně alemanským dialektem. Při posledním sčítání lidu v roce 2000 uvedlo 96 % obyvatel jako svůj hlavní jazyk němčinu, 1,43 % italštinu a 1,14 % srbochorvatštinu.

### Národnostní složení
Na konci roku 2018 bylo 289 (78,10 %) z 370 obyvatel švýcarskými státními příslušníky. Většina přistěhovalců pochází ze střední Evropy (Rakouska, Nizozemska a Německa), bývalé Jugoslávie, Lotyšska a Srí Lanky. Při sčítání lidu v roce 2000 mělo švýcarské občanství 318 osob (90,86 %), z toho 15 osob mělo dvojí občanství.

## Doprava
Sisikonem prochází hlavní silnice č. 2 ze Schwyzu do Altdorfu a také Gotthardská dráha, hlavní železniční trať, spojující střední Švýcarsko s kantonem Ticino. Zastávku Sisikon obsluhují regionální vlaky v pravidelném intervalu.